# Classical
Classical è un album solista di Wolf Hoffmann, pubblicato nel 1997.
L'album è una rivisitazione di famosi brani per orchestra eseguiti con Wolf Hoffmann alla chitarra (sia classica che elettrica), accompagnato da Michael Cartellone alla batteria, Peter Baltes (degli Accept anche lui) e Mike Brignardello al basso.
L'album inizia con la musica del primo atto della Carmen di Georges Bizet. Seguono In the Hall of the Mountain King da Peer Gynt con le musiche di Edvard Grieg, Habanera sempre dalla Carmen di Georges Bizet, Arabian Dance ovvero "Danza araba" dal tema musicale de Lo Schiaccianoci composto da Pëtr Il'ič Čajkovskij, The Moldau (in italiano La Moldava) da Má vlast di Bedřich Smetana, Bolero di Maurice Ravel, Blues For Elise come Per Elisa di Ludwig van Beethoven in chiave blues,  Aragonaise da Carmen di Georges Bizet, Solveig's Song dal Peer Gynt di Henrik Ibsen con musiche di Edvard Grieg, Western Sky di Wolf Hoffmann stesso e Pomp and Circumstance di Edward Elgar.

## Tracce
1. Prelude – 1:25
2. In The Hall Of The Mountain King – 3:14
3. Habanera – 5:14
4. Arabian Dance – 5:14
5. The Moldau  – 4:54
6. Boléro – 8:17
7. Blues For Elise – 4:02
8. Aragonaise – 4:27
9. Solveig's Song – 3:45
10. Western Sky – 4:26
11. Pomp and Circumstance – 3:42

## Formazione
- Wolf Hoffmann - chitarra
- Peter Baltes - basso
- Michael Cartellone - batteria
- Al Kooper - tastiere
- Larry Hall - pianoforte
- W. Anthony Joyner - basso
- Mike Brignardello - basso